# Craspedosis curvilimes
Craspedosis curvilimes är en fjärilsart som beskrevs av Louis Beethoven Prout 1922. Craspedosis curvilimes ingår i släktet Craspedosis och familjen mätare. Inga underarter finns listade i Catalogue of Life.